# Alfara de la Baronia
Alfara de la Baronia, anteriorment denominada Alfara d'Algímia, és un municipi del País Valencià situat a la comarca del Camp de Morvedre.

## Geografia
Està situat al nord-oest de la comarca del Camp de Morvedre, a la vall del riu Palància. El riu travessa el terme municipal i el nucli urbà en queda a la dreta. Les muntanyes més elevades del terme són el Picaio (388 m), la Costera (261 m) i l'anomenada popularment Muntanyeta de l'ermita (229 m), als peus de la qual s'estenen les cases del poble. Té un clima mediterrani. La zona muntanyosa del terme (365 ha) està coberta de pins, de propietat municipal; i abuden també el timonet, el romaní i l'espart.
S'arriba a Alfara des de València per l'A-23 o autovia Mudèjar; cal prendre l'eixida número 14 i, tot seguit, la CV-327, la qual travessa primerament la localitat veïna d'Algímia d'Alfara per a arribar un quilòmetre després a Alfara. El poble està a 37,5 km de la ciutat de València.

## Història
La zona ja estava poblada durant l'època ibera, perquè s'han trobat en el seu terme restes arqueològiques de forns ibers i també gran quantitat de ceràmica.
En època romana, la zona de l'actual Alfara de la Baronia pertanyia a l'Ager Saguntinus. La zona no va patir, en el segle v, ni la invasió dels vàndals ni el posterior control dels visigots, motiu pel qual es considera que la seua estructura poblacional es va mantindre inalterada des de la crisi del segle iii, moment en què la població de l'Ager Saguntum es va recloure a les viles rurals, fins a la invasió musulmana. Després de la dominació musulmana, en 1233, el rei Jaume I va arribar –segons conta la seua Crònica – a la zona del Palància. Després de la conquesta cristiana, l'alqueria musulmana d'Alfara, junt amb la d'Algímia, passà a formar part de la baronia de Torres Torres. En 1249, Jaume I en va fer donació a Gauteri Romà, donació que no va poder ser efectiva perquè el baró no residia a Torres Torres, de manera que va continuar subjecta al patrimoni reial fins que l'any 1270 es va fer efectiva la donació en favor de Bertrà de Bellpuig. Posteriorment, la baronia va passar a altres cases nobiliàries: la de Jiménez d'Arenós (1360-1390), la casa comtal de Prades (1390-1445), els Vallterra (1445-1760), els Monsosriu (1760-1780) i els Castellví (des de 1780 fins a l'extinció dels senyorius).
En 1609, Alfara va quedar despoblada arran de l'expulsió dels moriscs. En 1611 li va ser atorgada nova carta pobla, essent baró de Torres Torres Miquel Vallterra. Els nous pobladors hi arribaren des de Torres Torres i Almàssera, principalment.

## Demografia
| 1990 | 1992 | 1994 | 1996 | 1998 | 2000 | 2002 | 2004 | 2005 | 2007 | 2011 |
| ---- | ---- | ---- | ---- | ---- | ---- | ---- | ---- | ---- | ---- | ---- |
| 548  | 534  | 522  | 509  | 499  | 502  | 488  | 487  | 498  | 520  | 562  |

## Economia
Tradicionalment estava basada en l'agricultura. Les terres de secà produïen garrofes, ametles i olives, sobretot. Les de regadiu, taronges, cireres, nespres i algunes llimes. Actualment, a pesar d'haver augmentat la superfície dedicada al cultiu de la taronja perquè s'hi han fet algunes modernes transformacions, l'agricultura ha perdut gran part de la seua força econòmica i ha deixat pas a la indústria i als serveis. Tot i això, la indústria ja no és tampoc el motor de l'economia local, ja que les dues fàbriques que hi havia, una dedicada a la producció de materials de construcció, i l'altra de paper, han estat tancades. En l'actualitat s'hi manté un magatzem de taronja, i la major part de la població en edat activa treballa en diverses activitats en altres poblacions.

## Política i govern

### Composició de la Corporació Municipal
El Ple de l'Ajuntament està format per 7 regidors. En les eleccions municipals de 26 de maig de 2019 foren elegits 4 regidors del Partit Socialista del País Valencià-PSOE (PSPV-PSOE) i 3 de Junts per Alfara (JxA).
| Eleccions municipals de 26 de maig de 2019 - Alfara de la Baronia                                                             |                                          |                                     |                                     |      |         |          |
| Candidatura | Candidatura                              | Candidatura                         | Cap de llista                       | Vots | Vots    | Regidors |
| | Partit Socialista del País Valencià-PSOE |                                     | José Carlos Herrera Martí           | 220  | 59,14%  | 4 ()     |
| | Junts per Alfara                         |                                     | José Palacios Sáez                  | 136  | 36,56%  | 3 (+3)   |
| | Altres candidatures                      |                                     |                                     | 15   | 4,03%   | 0 ( -3)  |
| | Vots en blanc                            |                                     |                                     | 1    | 0,27%   |          |
| Total vots vàlids i regidors                                                                                                  | Total vots vàlids i regidors             | Total vots vàlids i regidors        | Total vots vàlids i regidors        | 372  | 100 %   | 7        |
| | Vots nuls                                | Vots nuls                           | Vots nuls                           | 5    | 1,33%   |          |
| Participació (vots vàlids més nuls)                                                                                           | Participació (vots vàlids més nuls)      | Participació (vots vàlids més nuls) | Participació (vots vàlids més nuls) | 377  | 83,2%** |          |
| Abstenció | Abstenció                                | Abstenció                           | Abstenció                           | 76*  | 16,8%** |          |
| Total cens electoral | Total cens electoral                     | Total cens electoral                | Total cens electoral                | 453* | 100 %** |          |
| Alcalde: José Carlos Herrera Martí (PSPV) (15/06/2019) Per majoria absoluta dels vots dels regidors (4 vots de PSPV)          |                                          |                                     |                                     |      |         |          |
| Fonts: JEC, JEZ Sagunt, M. Interior, Periòdic Ara. (* No són vots sinó electors. ** Percentatge respecte del cens electoral.) |                                          |                                     |                                     |      |         |          |

### Alcaldes
Des de 2015 l'alcalde d'Alfara de la Baronia és José Carlos Herrera Martí del PSPV.
| Període                       | Alcalde o alcaldessa                           | Partit polític | Data de possessió     | Observacions          |
| ----------------------------- | ---------------------------------------------- | -------------- | --------------------- | --------------------- |
| 1979–1983                     | Armando Fito Serra                             | CI             | 19/04/1979            | --                    |
| 1983–1987                     | Armando Fito Serra                             | PSPV-PSOE      | 28/05/1983            | --                    |
| 1987–1991                     | Armando Fito Serra                             | PSPV-PSOE      | 30/06/1987            | --                    |
| 1991–1995                     | Armando Fito Serra                             | PSPV-PSOE      | 15/06/1991            | --                    |
| 1995–1999                     | José Pérez Martínez                            | PSPV-PSOE      | 17/06/1995            | --                    |
| 1999–2003                     | Miquel Enric Coret Herrera Josefa Serra Molina | PP UV          | 03/07/1999 14/06/2001 | Pacte de Govern PP+UV |
| 2003–2007                     | José E. Terrádez Navarro                       | PP             | 14/06/2003            | --                    |
| 2007–2011                     | José E. Terrádez Navarro                       | PP             | 16/06/2007            | --                    |
| 2011–2015                     | José E. Terrádez Navarro                       | PP             | 11/06/2011            | --                    |
| 2015–2019                     | José Carlos Herrera Martí                      | PSPV-PSOE      | 13/06/2015            | --                    |
| 2019-2023                     | José Carlos Herrera Martí                      | PSPV-PSOE      | 15/06/2019            | --                    |
| Des de 2023                   | n/d                                            | n/d            | 17/06/2023            | --                    |
| Fonts: Generalitat Valenciana |                                                |                |                       |                       |

## Monuments

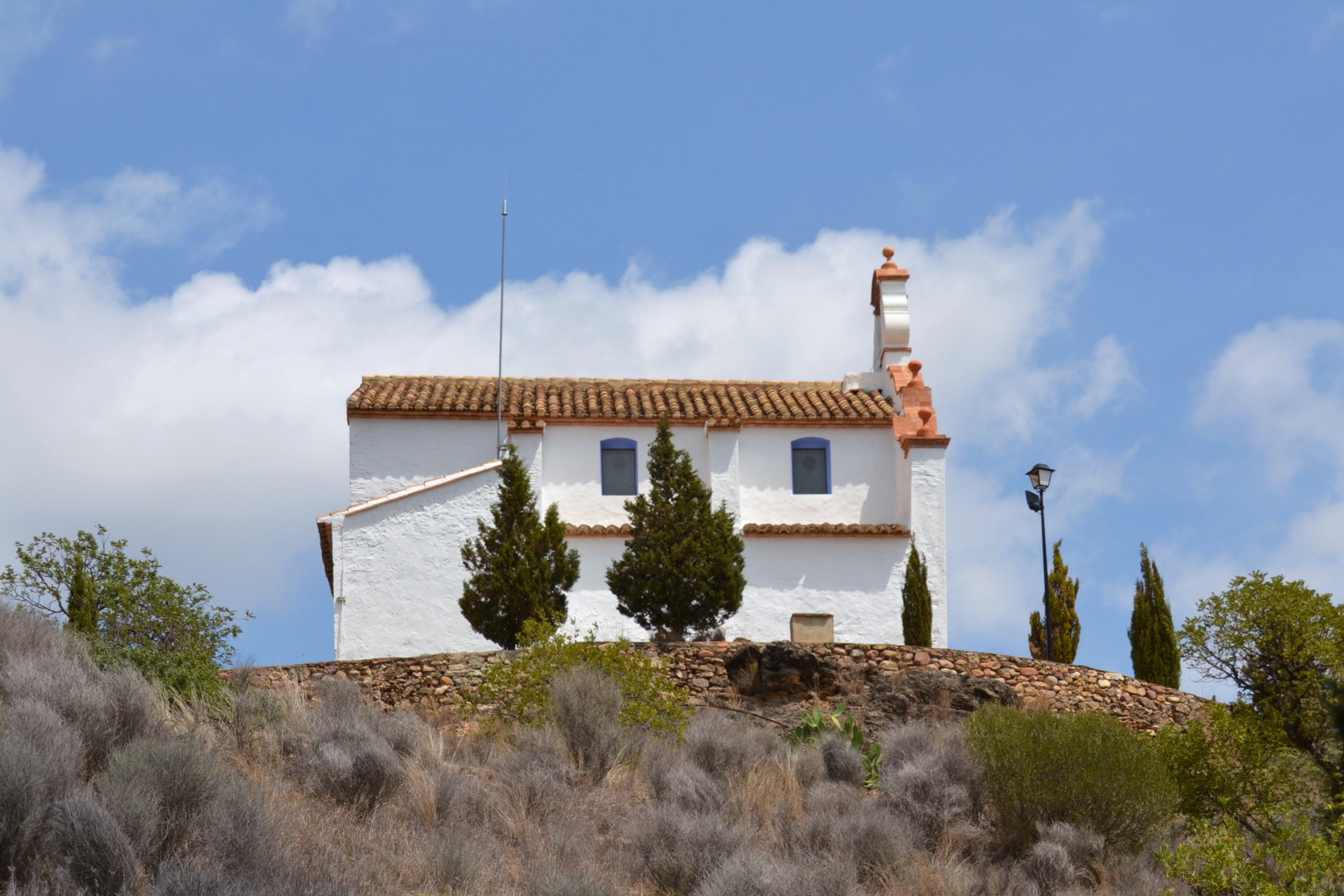
Ermita de la Mare de Déu dels Afligits

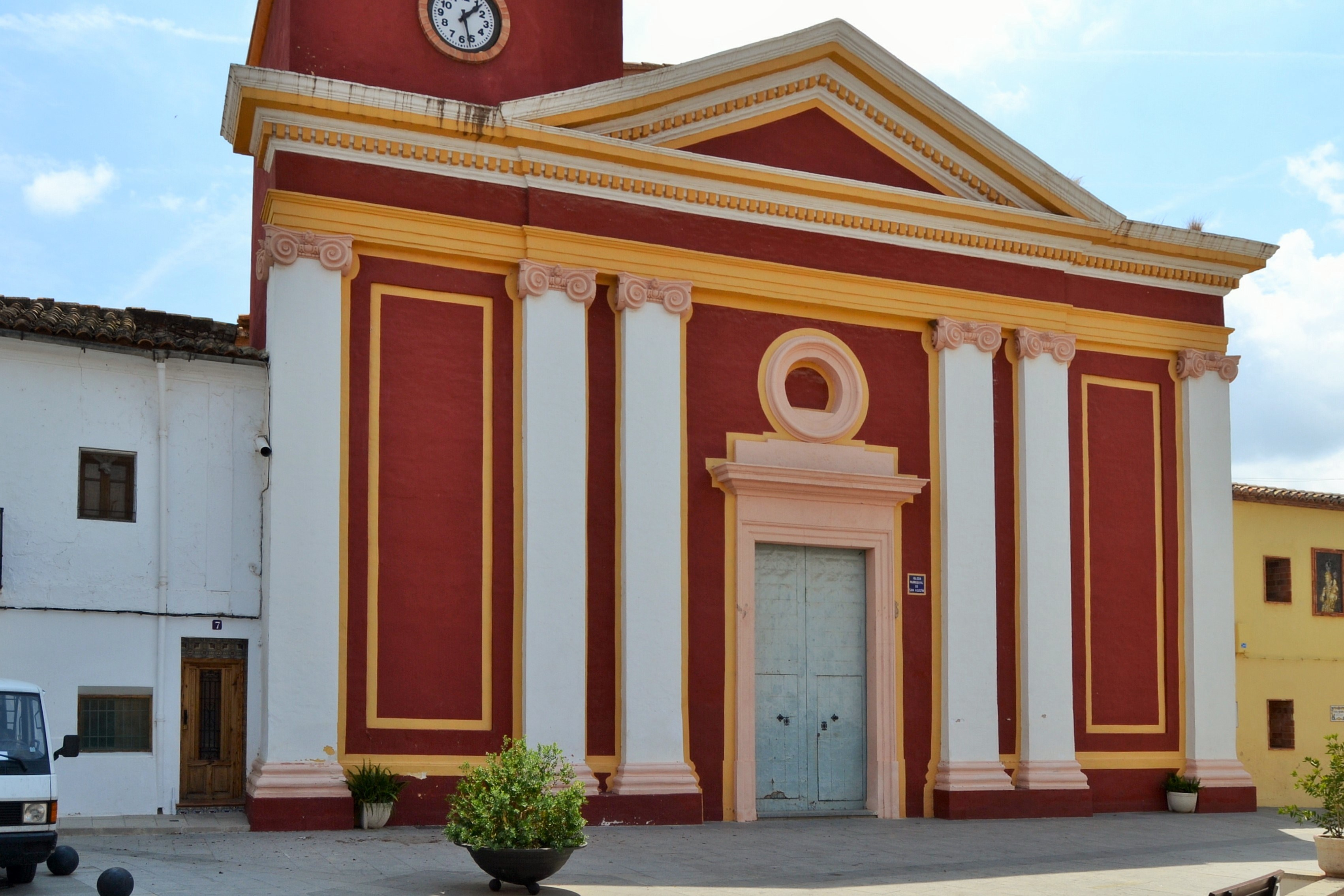
Façana de l'església de sant Agustí

- Ermita de la Mare de Déu dels Afligits. Edifici construït a les darreries del segle xvii. El seu element més destacable és la frontera, que pertany a la tipologia anomenada mixtilínia, essent un dels primers exemples d'eixa tipologia al País Valencià. La planta és d'una nau i quatre capelles laterals, un parell a cada costat. L'exterior de l'edifici va ser restaurat en 1999, retornant-li la seua fesomia original. No obstant, l'interior conserva molt pocs elements originals, ja que es decorà en 1962 sense un criteri massa clar i recentment s'hi ha afegit un retaule d'escaiola.
- Església de Sant Agustí. Es tenen notícies d'este edifici des de final del segle xvi,[8] però són poc concretes i només donen referències de despeses de manteniment del culte i algunes reparacions puntuals de l'edifici. Per un inventari de la segona mitat del segle xviii, pot deduir-se que era un edifici menut, amb presbiteri, una nau i tres capelles a cada costat de dita nau. En 1799 es va decidir ampliar-la, i s'encarregà a Cristóbal Bueso la construcció del creuer, del nou presbiteri, la cúpula i la capella de la Comunió. Concloses les obres, es va encarregar al mateix mestre d'obres la unificació ornamental de l'edifici en estil jònic, resultant un edifici d'estil neoclàssic vertaderament representatiu d'eixe estil (tot i que una falsa i equivocada restauració l'ha deteriorat considerablement). De l'interior cal destacar l'obra pictòrica, realitzada al fresc, de Joaquim Oliet Cruella. La glorificació de Sant Agustí, La comunió de la Mare de Déu, L'oració a l'hort de Getsemaní, L'al·legoria de l'Eucaristia, La visió de sant Joan Baptista, El sopar a ca Llàtzer i L'assumpció de Mare de Déu, ocupen la volta del presbiteri, creuer i nau central, respectivament; Sant Agostí, Sant Albert Magne, Sant Tomàs d'Aquino i Sant Bonaventura estan representats a les petxines de la cúpula. Hi ha, a més, quatre tondos damunt les dues portes del presbiteri i la de la sagristia i capella de la comunió, un sant a la trona, i El baptisme de Crist a la pila baptismal.
- La cisterna. Construcció tradicional amb aljub descobert per a abastir-se de l'aigua de la Séquia Major de Sagunt. Segons la tradició local, esta cisterna va ser construïda a final del segle xviii, durant l'etapa del govern del comte de Floridablanca, qui va alliberar el poble del pagament de l'impost de la seda per tal que els alfarencs pogueren arreplegar fons per a la construcció. Una recent restauració ha condicionat la seua fesomia original.

## Festes patronals
Alfara de la Baronia celebra les Festes Majors en honor dels seus patrons l'última setmana d'agost i la primera de setembre.
- Festa de sant Agustí, titular de la parròquia, se celebra el 28 d'agost.
- La Mare de Déu dels Afligits se celebra el dia 8 de setembre —antigament era el 14 de dit mes. La vespra de la festa, la imatge de la Mare de Déu s'abaixa des de l'ermita al temple parroquial, en una vistosa processó anomenada tradicionalment "l'abaixà". Fins fa no molt de temps, durant eixa processó s'encenien fogueres a la muntanya, botant foc als fenassos silvestre que hi creixen. A causa de la pressió de col·lectius ecologistes, ja no es practica eixe costum.

## El canvi de nom
El nom d'Alfara d'Algimia fou canviat pel d'Alfara de la Baronia mitjançant un referèndum celebra el març de 2009 entre els veïns del municipi. El canvi es degué a les tradicionals confusions amb el municipi veí d'Algímia d'Alfara, de manera que els alfarers varen decidir entre el triat Alfara de la Baronia o el d'Alfara del Palància. Amb el 51% de participació, més del 80% del cens es decantà pel nom que finalment l'Acadèmia Valenciana de la Llengua va ratificar.